# Ferch
Het dorp Ferch is een plaats in de Duitse deelstaat Brandenburg. Het maakt deel uit van de gemeente Schwielowsee, genoemd naar het gelijknamige meer. Ferch ligt er aan de zuidzijde en heeft een kleine jachthaven. Het dorp ligt aan de rand van de stuwwal Zauge. Het dorp werd voor het eerst genoemd in een oorkonde in 1317.

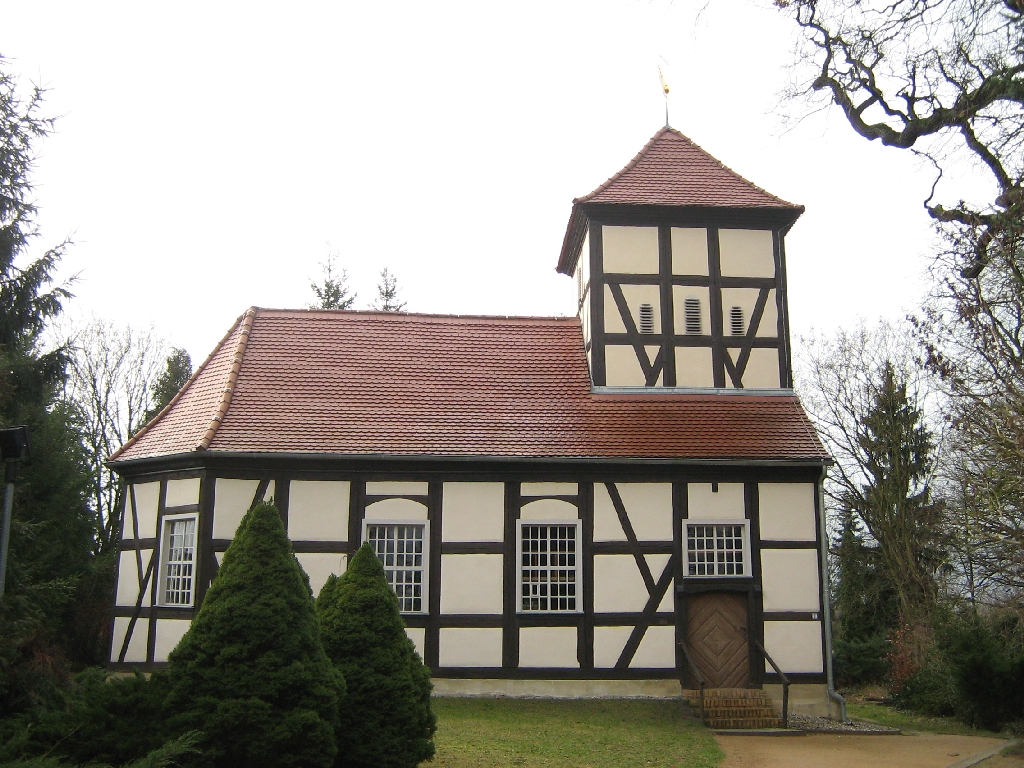
Fischerkerk in Ferch

## Sport en recreatie
Door deze plaats loopt de Europese wandelroute E11. De E11 loopt van Den Haag naar het oosten, op dit moment de grens van Polen en Litouwen.